# Craig Cameron Mello
Craig Cameron Mello (New Haven, 19 d'octubre de 1960) és un metge, genetista i professor universitari estatunidenc guardonat amb el Premi Nobel de Medicina o Fisiologia l'any 2006.

## Biografia
Va néixer el 19 d'octubre de 1960  a la ciutat de New Haven, població situada a l'estat nord-americà de Connecticut. Va estudiar medicina a la Universitat de Brown, on es va graduar el 1982, i posteriorment ralitzà el seu doctorat a la Universitat Harvard l'any 1990. Des de 1994 és professor de medicina molecular a la Universitat de Massachusetts, i des de l'any 2000 és membre de l'equip de recerca científica de l'Institut Mèdic Howard Hughes.

## Recerca científica
Especialista en genètica inicià la seva recerca científica sobre l'estructura de l'àcid ribonucleic (ARN) al costat d'Andrew Fire, amb el qual l'any 1998 va demostrar que es podia reduir específicament l'expressió de la proteïna continguda en les cèl·lules del nematode Caenorhabditis elegans introduint trossets d'ARN forans. Aquest fenomen fou denominat interferència d'ARN (RNAi), una interferència que produeix una degradació de l'ARN missatger (ARNm) i a la inhibició de l'expressió de la proteïna corresponent.
L'any 2006 fou guardonat, juntament amb Andrew Fire, amb el Premi Nobel de Medicina o Fisiologia «pel descobriment de la interferència d'ARN».